# Linsleychroma monnei
Linsleychroma monnei är en skalbaggsart som beskrevs av Edmund Francis Giesbert 1998. Linsleychroma monnei ingår i släktet Linsleychroma och familjen långhorningar.
Artens utbredningsområde är Panama. Inga underarter finns listade i Catalogue of Life.